# Тунель (серіал)
«Тунель» (кор.: хангиль: 터널, НЛ: Teoneol) — південнокорейський телесеріал 2017 року, в якому головні ролі зіграли Чхве Джин Хьок, Юн Хьон Мін і Лі Ю Йон. Він замінив Voice і транслювався по кабельному телебаченні OCN по суботах і неділях о 22:00 (KST) з 25 березня по 21 травня 2017 року у 16 епізодах. Серіал був натхненний серійними вбивствами Хвасона.
Серіал став хітом у Китаї. У 2019 році він отримав тайський рімейк, а індонезійський рімейк був оголошений у 2020 році.

## Сюжет
У 1986 році Пак Кван Хо працює успішним детективом. Однак його життя змінюється, коли він береться за справу про серійне вбивство та проходить через тунель, переслідуючи злочинця. Він подорожує в часі на 30 років у майбутнє (2016), де зустрічає нового ексцентричного детектива Кім Сон Чже, який має природній хист до розслідувань. Коли маніяк продовжує скоювати злочини використовуючи «modus operandi» минулих вбивств, які сталися 30 років тому, дует детективів працює разом із кримінальною психологинею, професоркою Шін Чже І, щоб розкрити справи про вбивства та спіймати винуватця.

## Акторський склад

### Головні персонажі
- Чхве Чін Хьок — Пак Кван Хо[8][9][10]

Сержант-детектив відділу особливо тяжких злочинів поліції Хваяну, який таємничим чином зник у 1986 році та з'явився у 2016 році.
- Юн Хьон Мін у ролі Кім Сон Чже[11][12]
  - Кім Соль У в ролі дитини Сон Чже (серія 16): Лейтенант відділу особливо тяжких злочинів поліції Хваяну у 2016 році.

- Лі Ю Йон у ролі Шін Дже І[8][13]
  - Кім Се Хі в ролі Пак Йон Хо (ім'я Дже І при народженні)
  - Лі Да Кюн у ролі підлітка Дже І: Єдина дочка Пак Кван Хо та Шин Йон Сук. Професорка університету та кримінальна профайлерка у 2016 році.

### Другорядні персонажі

#### Перша слідча група
- Джо Хі Бонг[en] — Чон Сон Сік[14][15]
  - Кім Дон Йон[en] у ролі молодого Чон Сон Сіка[16]

Керівник відділу особливо тяжких злочинів поліції Хваяну у 2016 році, раніше працював капрал-детективом у кримінальних справах і був наймолодшим у своїй команді в 1986 році.
- Кім Бьон Чоль[en] — кримінальний детектив Квак Те Хі[14][15]
- Кан Кі Йон[en] — кримінальний детектив Сон Мін Ха[17][18][15]

#### Додаткові персонажі
- Лі Сі А[en] — Шин Йон Сук[19][20][15]

Дружина Пак Кван Хо в 1986 році. Загинула в автокатастрофі в 1991 році.
- Кім Мін Сан — в ролі Мок Чін У[15]
  - Чхве Син Хун[en] в ролі маленького Чін У
  - Но Те Йоп в ролі підлітка Чін У (еп. 12): Судовий лікар медичного факультету Університету Хваян у 2016 році. Він є справжнім винуватцем таємничих серійних вбивств у Хваяні 1986 року.

- Ян Чу Хо в ролі репортера О Джи Хун[21][14][15]

Репортер О, який весь час нишпорив в поліцейській дільниці Хваян та шукав інформацію про нові справи (1986 рік); тепер водій таксі в 2016 році, який хоче стати поліцейським
- Ча Хак Йон — Пак Кван Хо[22][15]

Капрал кримінальної поліції в 2016 році з трирічним стажем, також на ім'я Пак Кван Хо, але народився в 1988 році. Наймолодший з першої слідчої групи, що зник безвісти з першого дня передачі повноважень на роботі, і вплутується в незрозумілу гонитву, яка призводить до його смерті.
- Нам Мун Чоль в ролі детектива О[23][24]

Керівник кримінального відділу поліцейської дільниці Хваян у 1986 році.
- Мун Сук[en] в ролі Хон Хе Вон: Психологиня та президентка Медичного Університету Хваян у 2016 році.

- Ю Джі Су в ролі Лі Нан Йон, мачухи Кім Сон Чже (еп. 5, 7, 8)

### Актори кримінальних справ

#### Справа про масове вбивство жінок у Хваяні у 1985—1986рр. (еп. 1-3)
- Хо Сон Те в ролі Чон Хо Йон[25][26]
  - Хам Син Мін[en] у ролі молодого Чон Хо Йона
- Невідома акторка як Лі Чон Сук: Перша жертва, її труп знайшли в полі.

- Невідома акторка як Кім Кюн Сун: Учениця старших класів і друга жертва, її труп був виявлений на березі річки Хаейн.

- Хан Йо Уль в ролі Хван Чун Хі: Працівниця кафе «Роза» і третя жертва. Її труп був виявлений в очеретяному районі біля гори Сунгю.

- Сок Бо Бе в ролі Со Ї Су: Дружина Кім Вана і мати Кім Сон Чже. Вона стала четвертою жертвою, яку вбили, повертаючись додому. Її труп було виявлено на землі біля військової бази.

- Кім Чон Хак в ролі Кім Вана: Чоловік Со Ї Су і батько Кім Сон Чже. У 1986 році був військовим офіцером.

- Кім Хє Юн у ролі молодої Кім Йон Джа: П'ята жертва, що пережила напад, змінила ім'я на Кім Чон Хе.

- Невідома акторка в ролі Джин Сон Мі: Шоста жертва, яку вбили в тунелі, що є початком зникнення Пак Кван Хо після того, як на місці вбивства він зустрічає злочинця.

#### Самогубство в психіатричній лікарні Хваян (колишня каплиця Хваян) у 2016 році (еп. 2)
- Пак Мьон Сін в ролі Лі Сон Ок
  - Шін На Е в ролі Лі Сон Ок в 1986

Жертва. Психічно хвора пацієнтка в 2016 року, раніше підозрювана у вбивстві 1986 року та затримана у 1990 році після трьох вбивств.

#### Справа про вбивство Кім Чон Хі в 2016 році (еп. 2–3)
- Чо Ші Не в ролі Кім Чон Хі: Потерпіла у цій справі, на ім'я Кім Йон Джа.

- Сон Йон Дже в ролі Кім Те Су: Виконавець вбивства. У нього були почуття до жертви, але вони не були взаємними, через його інвалідність (фальшиву руку).

- Рю Те Хо в ролі Ян Юн Чоль, колишній чоловік однієї з жертв
- Кім Чу Воль в ролі хостес в мотелі ''Хо'', де одна з жертв залишалась.
- Чхве Мін Гим в ролі Ян Юн Чоль, власника мотелю
- Син Хюн Мі в ролі хазяїна ресторану, куди одна з жертв приходила поїсти

#### Пограбування місцевого будинку та справа про вбивство Юн Дон У у 2016 році (серія 4)
- Чой Вон Хонг[en] — Юн Донг У
- Чхве Мен Бін[en] — Юн Су Чжон, молодша сестра Дон У
- Чон Дже Хьон в ролі Но Юн Джін: Колишній співробітник охоронної компанії SAFE, якого звільнили за крадіжку. Один із грабіжників місцевих будинків, що охороняються SAFE, заарештований на місці злочину. Першим вдарив Донг У ножем.

- Чон Сун Вон як співграбіжник Йон Джина, якого також заарештували на місці злочину. Був другою людиною, що вдарив Донг У ножем

#### Справа про вбивство Чхве Хон Сока (еп. 5)
- Чон Чін Гі в ролі Кім Ін Хван (58 років): Учитель і злочинець. Його сина, Кім Джи Хуна, убив Чхве Хон Сок у військкоматі.

- Хон Бу Хян в ролі мати Джи Хуна
- У Хьон[en] у ролі Го Ман Сока, 48-річного власника зупинки для відпочинку
- Ім Кан Син[en] у ролі Ма Йон Гіл, 30-річного професійного бейсболіста
- Джин Йон Ук в ролі Лі Де Хван, 27-річний колишній в'язень і водій евакуатора
- Лі Дон Джин у ролі Хван До Кюн, 27-річний секретар відділу інформаційних технологій Міністерства стратегії та фінансів

#### Викрадення даних іншої особи та справа про вбивство Чо Дон Іка (еп. 6)
- Со Ин А[en] в ролі Кім Мі Су, злочинниця
- Чон Хан Бі в ролі Юн Йон Джу, жертва
- Кім Мін Гьон в ролі мати жертви Го А Ра
- Юн Чан Йон в ролі колишнього хлопця Мі Су

#### Пожежа в ательє''Сон Хва''(еп. 8)
- Ан Йон Джун[en] у ролі Кім Хі Джун, злочинець
- Юн Мі Хян у ролі Сон Хва, власниці швейної майстерні
- Пак Со Джон в ролі Сук Джин, власник магазину навпроти магазину Сон Хва, мати Хі Джун

#### Справа про ланцюгове вбивство (еп. 7, 9–16)
- Лі Йон Ньйо в ролі Ю Ок Хі, старша версія мами Джин Хо (еп. 9)

### Інші
- Хон Гі Джун — детектив у поліцейський дільниці Хваяну у 1986
- Кан Сок Вон — детектив в поліцейський дільниці Хваяну в 1986
- Чхве Дже Хьок
- Хан Сан Гіль
- Ян Дон Хун
- Ян Юн Гим
- Ян Мі Хе
- Лі Джин Мок
- Хан Сан У
- Хьон Чон Чоль
- Дан Хьон Сок
- Кім Ін Хо
- Го Бон Гу
- Чо Чон Хун
- Кан Джі Хун
- Лі Кан Йон
- Пак Се Джун
- Чон Де Йон
- Кім Мін Сон
- Квак Мін Гю
- Кім Чон Хон
- Гон Су Мін — старша сестра з двох дітей що загубили цуценя (еп. 1)
- Кім Джі Ан — молодша сестра з двох дітей що загубили цуценя (еп. 1)
- Кім Те Йон
- Лі Су Йон — Со Чон Ин, донька жертви Лі Сон Ок (еп. 2)
- Лі Дже Ин — власниця будинку Пак Кван Хо та Шін Дже І (еп. 2)
- Пак Чон Бо
- Лі Бом Чан
- Чан Вон Чін
- Ю Кьон Хун
- Кім Кі Пом
- ЛІ Сон Йон
- Шім Сан У
- Кім Ин Хе
- Кім Ю Джін
- Юн Со Чон
- Джін Чон Кван
- Ю Дже Ік
- Пак Ин Йон
- Лі Джу Йон
- Кім Йон Хі
- Лі Дже Ин — жінка, що їсть з двома дітьми в ресторані (еп. 4)
- Пак Джін Сон
- Шін Те Хьон
- Чхве Хе Чон
- Ю Кьон Хун
- Пак Ін Чон
- Пак Ок Чуль
- Чо Йон Сан
- О Сан Хва
- Кім Сан Іль
- Чон Те Я
- Чхве Хьон Джу
- Лі До Гьом
- Ча Дже Ман
- Чхве Йон Мін
- Кван Пан Сок — детектив, колега Кім Сон Дже що втратив Чон Хо Йона в поліцейській дільниці (еп. 5)
- Ом Ок Ран
- Кім До Хьон
- Чхве На Му
- Кім Нам Хві
- Лі Дон Кю
- Чо Хьон Джин
- Пак Де Кю — військовий товариш Чхве Хон Сока (еп. 5)
- Пак Ік Джун
- Кім Чон Ду
- Квон Джін Ран
- Кан Хак Су
- Сон Ін Йон
- Кім Кьон Мін
- Мін Хьо Гьон
- Джон Хві Йон
- Джон Хві Джон
- Со Чон Чун
- Чхве Йон
- Шін Ю Рі
- Джін Мьон Сон
- Кім Хьон
- Чан Хьо Мін
- Хан Хе Мі
- Чхве Да Йон
- Кім По Диль
- Ю Чан Йон
- Лі Джон Джу
- Кім Нам Хві
- Пак Джі Йон
- Нам Чон Хві — сусідка в рідному містечку Кван Хо (1988 р.н.) (еп. 6)
- Пак Син Те — сусідка в рідному містечку Кван Хо (1988 р.н.) (еп. 6)
- Со У Джин
- Пек Ин Квон
- Кім Джин У
- Со Дон Гю
- Лі Син Йон — Джин Син Чоль, молодший брат Джин Сон Мі (шоста жертва Джун Хо Йона в 1986) (еп. 6)
- Со Йон Сам
- Ха Мін
- Кім Нам Хі — Юн Хві
- Ан Су Бін
- Чу Хє Мін
- Ю Йон Бом
- Джі Сон Гин
- Чхве Гьо Сік — О Йон Даль, власниця телефонного магазину (еп. 8)
- Кім Бі Бі
- Чон Бьон Док
- Хо Сон Хьон — чоловік в телефонному магазині (еп. 8)
- О Син Хві
- Шін Йон Сук — старша жінка в лікарні Муяну (еп. 8)
- Мін Де Сік
- Пак Чоль Мін
- Чо Син Йон — начальник відділу поліції Хваяну (еп. 9)
- Пак Сан Йон
- Чо Сон Юн
- Нам Сан Пек
- Чо Хвін Доль
- Джон Дже Хьон
- Ім Сон Пьо — начальник поліцейської дільниці Хваяну у 2016 році (еп. 9)
- Пек Хьон Джу — старша невістка Чон Хо Йона (еп. 9)
- Ю Мін Джа — свекруха Чон Хо Йона (еп. 9)
- Кім Йон Сон — психіатриня Чон Хо Йона в 1987 (еп. 9)
- Юн Джін Соль — жертва річки Хан, друг Юн Да Йона (еп. 9)
- О Хьо Джин
- Кім Кван Те
- Пак Че Йон
- Пек Син А
- Ок Чу Рі — молодша сестра Чон Хо Йона, сусідка Чон Хе Джі (еп. 10)
- Хон Хві Ра
- Со Джун Хьон
- Хан Джі Хо
- Ан Чан Хун
- Лі Тек Гин
- Вон Со Хо
- Лі Ин Сок
- Кім Сон Йон
- Кім Чон Мін
- Пак Джін Су
- Хон Сок Йон — колишній співробітник Shin-Hae Chemical (еп. 12)
- Кан Ун
- Ю Бьон Сон — детектив Кім із 2 кримінальної групи поліцейської дільниці Хваяну (еп. 12)
- Чан Хьон Чьон
- Юн Хьо Джин
- Мун Гі Йон
- Лі Хьон Ин
- Чо Хьон Гон
- Лі Джа Рьон
- Лі Су Джа
- Чхве Чон Джа
- Но Те Йон
- Чо Мін Дже
- Сон Йон Сун
- Ча До Йон
- Кан Йон Джон
- Юн Бу Джин
- Кім Дже Чоль
- Го Те Йон
- Кім Мун Хо
- Хан Син Хьон
- Рю Джон
- Пак Йон Джін — батько Кім Кьон Сун (другої жертви Чон Хо Йона) (еп. 16)
- Лі Йон Хві — мати Лі Чон Сук (перша жертва Чон Хо Йона) (еп. 16)
- Кім Ду Хві
- Ю Чан Сук — мати Хван Чун Хі (третя жертва Чон Хо Йона) (еп. 16)
- Кім Вон Джун
- Ю Йон Бок
- Мун Су Бін

### Особливі появи
- Чон Сок Йон — Кім Чон Ду, судовий лікар Центру громадської охорони здоров'я Хваяну у 1986 році (еп. 1)
- О Юн Хон — мадам Юн, власниця кафе Rose, розташованого навпроти поліцейської дільниці в 1986 році (еп. 1)
- Квак Ін Джун — начальник поліцейської дільниці Хваяну у 1986 році (еп. 1)
- Джон І Ран — Лі Гим Сун (еп.. 3)
- На Че Гун — священик у церкві, до якого Чон Хо Йон приходить сповідатися після вбивства сьомої жертви в 2016 році (еп. 4)
- Чхве Ір Хва — Ю Сон Чже, фармацевт, який був закоханий Йон Сук (після того, як Кван Хо був визнаний мертвим у 1986 році) (еп. 8)
- Пак Чон Хак — старший офіцер поліції (еп. 9)
- Сон Дже Рьон — Кім Гьон Те (еп. 12)
- Кім Джі Сон — керівник 2 кримінальної групи поліцейської дільниці Хваяну (еп. 15)
- Со Юн А — мати Пак Кван Хо (нар. 1988 р) (серія 16)

## Оригінальний саундтрек
1. «Circle of Life (세상은 다시)» [JK Kim Dong-wook[en]]
2. «Circle of Life (세상은 다시)» (Inst.) [JK Kim Dong-wook[en])

## Рейтинги
У цій таблиці сині числа позначають найнижчі оцінки, а червоні цифри означають найвищі оцінки.
| Еп.               | Оригінальна дата трансляції | Середня кількість аудиторії | Середня кількість аудиторії | Середня кількість аудиторії |
| Еп.               | Оригінальна дата трансляції | AGB Nielsen                 | AGB Nielsen                 | TNmS                        |
| Еп.               | Оригінальна дата трансляції | Загальнонаціональний        | Сеул                        | Загальнонаціональний        |
| ----------------- | --------------------------- | --------------------------- | --------------------------- | --------------------------- |
| 1                 | 25 Березня, 2017            | 2.760%                      | 2.900%                      | 2.9%                        |
| 2                 | 26 Березня, 2017            | 3.131 %                     | 3.268 %                     | 3.2 %                       |
| 3                 | 1 Квітня, 2017              | 4.228 %                     | 4.689 %                     | 4.1 %                       |
| 4                 | 2 Квітня, 2017              | 3.555 %                     | 3.293 %                     | 4.3 %                       |
| 5                 | 8 Квітня, 2017              | 3.522 %                     | 3.733 %                     | 3.6 %                       |
| 6                 | 9 Квітня, 2017              | 4.042 %                     | 3.922 %                     | 3.3 %                       |
| 7                 | 15 Квітня, 2017             | 3.863 %                     | 3.951 %                     | 4.1 %                       |
| 8                 | 16 Квітня, 2017             | 5.179 %                     | 5.100 %                     | 4.9 %                       |
| 9                 | 22 Квітня, 2017             | 4.700 %                     | 4.942 %                     | 4.3 %                       |
| 10                | 23 Квітня, 2017             | 5.413 %                     | 5.536 %                     | 5.4 %                       |
| 11                | 29 Квітня, 2017             | 4.921 %                     | 4.967 %                     | 4.4 %                       |
| 12                | 30 Квітня, 2017             | 5.375 %                     | 5.480 %                     | 5.1 %                       |
| 13                | 13 Травня, 2017             | 5.491 %                     | 5.779 %                     | 4.9 %                       |
| 14                | 14 Травня, 2017             | 6.263 %                     | 6.901 %                     | 4.9 %                       |
| 15                | 20 Травня, 2017             | 5.843 %                     | 6.510 %                     | 5.4 %                       |
| 16                | 21 Травня, 2017             | 6.490%                      | 7.057%                      | 6.0%                        |
| Середній показник | Середній показник           | 4.674%                      | 4.877%                      | 4.4%                        |

## Ремейки
У 2019 році була випущена тайська версія з однойменною назвою.
Також була випущена Індонезійська адаптація з Донні Аламсіяхом і Ханою Маласан у головних ролях. Режисер — Іфа Ісфансія як один із трьох режисерів, призначених для постановки різних епізодів.